# Ensdorf-klassen
Ensdorf-klassen (Type 352) er den ene type af minerydninsfartøjer der blev resultatet af en ombygning af Hameln-klassen der dermed blev opdelt i to klasser, den anden klasse bliver benævnt Kulmbach-klassen. 
- Ensdorf-klassen kan rydde miner op til 3 forskellige måde at rydde miner på:
  - TROIKA PLUS systemet: Består af op til 4 fjernstyrede droner kaldet Seehunde, der kan simulere de akustiske og magnetiske signaturer af meget større skibe. Dette vil få minerne til at detonere og på grund af dronernes specielle opbygning og ringe størrelse vil de overleve minedetonationen.
  - Traditionel minerydning: Minelignende findes med skibes sonar og bliver identificeret med fjernstyrede undervandsfartøjer af mærket Seefuchs, hvorefter undervandsfartøjet eller en dykker lægger en sprængladning ved minen og derved bortsprænger den.
  - Traditionel minestrygning, hvor man trækker et instrument under vandet designet til få miner til at eksplodere ved kontakt med minen, eller alternativt til at klippe ankerkæden til minen over.

Ensdorf-klassen hører til 5. MCM-eskadre (5. Minensuchgeschwader) i Kiel
| Pennant | Navn               | Kølen lagt       | Søsat          | Indgået       | Skæbne                                                                          | Kaldesignal |
| ------- | ------------------ | ---------------- | -------------- | ------------- | ------------------------------------------------------------------------------- | ----------- |
| M1094   | Ensdorf            | 18. juni 1986    | 15. marts 1988 | 9. marts 1990 | Udgået 31. juli 2014, benyttes som uddannelsesplatform ved marineskolen i Parow | DRFN        |
| M1093   | Auerbach/Oberpfalz | 3. januar 1989   | 18. juni 1990  | 7. maj 1991   | Udgået 17. december 2015                                                        | DRFR        |
| M1092   | Hameln             | 18. juni 1986    | 15. marts 1988 | 29. juni 1989 | Udgået 11. december 2014                                                        | DRFO        |
| M1090   | Pegnitz            | 6. august 1987   | 13. marts 1989 | 9. marts 1990 | I aktiv tjeneste som rekrutteringsplatform                                      | DRFT        |
| M1098   | Siegburg           | 13. oktober 1987 | 14. april 1989 | 17. juli 1990 | I aktiv tjeneste som rekrutteringsplatform                                      | DRFL        |

Seehunde ROV er ca 25 meter lange, vejer 99 tons og deres Schottel Z-drive giver dem en hastighed på omkring 9-10 knob. De kan fjernstyres fra moderenheden eller om bord på dronen selv, hvilket kræver en besætning på omkring 3 mand.
| Nummer | Indgået            | Moderskib                |
| ------ | ------------------ | ------------------------ |
| 1      | 5. maj 1981        | M1092 Hameln             |
| 2      | 5. maj 1981        | M1092 Hameln             |
| 3      | 5. maj 1981        | M1092 Hameln             |
| 4      | 4. marts 1982      | M1093 Auerback/Oberpfalz |
| 5      | 4. marts 1982      | M1093 Auerback/Oberpfalz |
| 6      | 4. marts 1982      | M1093 Auerback/Oberpfalz |
| 7      | 17. september 1981 | M1098 Siegburg           |
| 8      | 17. september 1981 | M1098 Siegburg           |
| 9      | 17. september 1981 | M1098 Siegburg           |
| 10     | 11. november 1981  | M1098 Siegburg           |
| 11     | 11. november 1981  | M1092 Hameln             |
| 12     | 11. november 1981  | M1090 Pegnitz            |
| 13     | 24. maj 1982       | M1090 Pegnitz            |
| 14     | 24. maj 1982       | M1090 Pegnitz            |
| 15     | 24. maj 1982       | M1090 Pegnitz            |
| 16     | 7. november 1983   | M1094 Ensdorf            |
| 17     | 7. november 1983   | M1094 Ensdorf            |
| 18     | 7. november 1983   | M1094 Ensdorf            |